# Zum Goldenen Adler (Weißenburg)

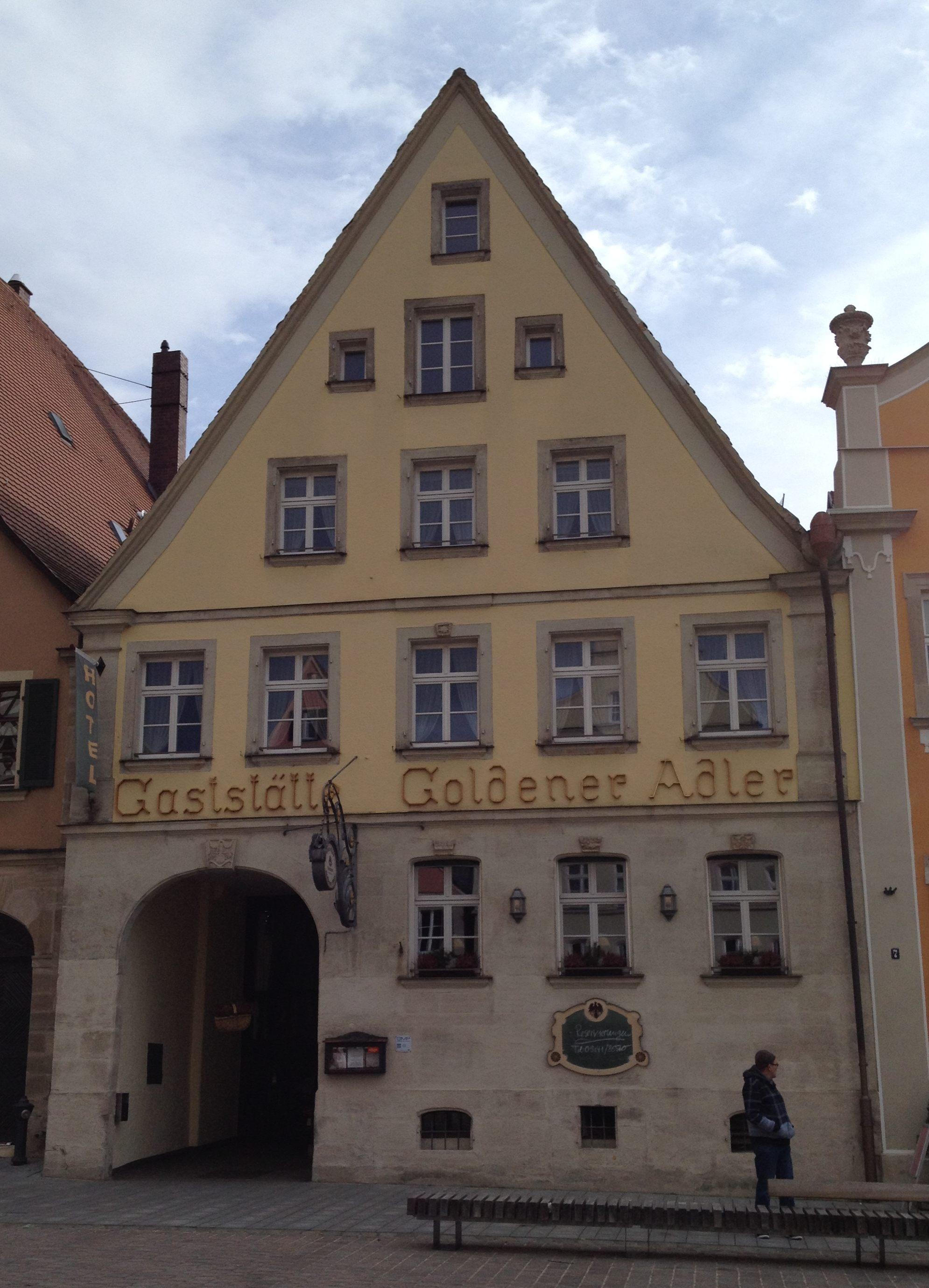
Marktplatz 5 in Weißenburg, Bild von 2014

Das Haus Zum Goldenen Adler steht am Marktplatz der Altstadt von Weißenburg in Bayern im mittelfränkischen Landkreis Weißenburg-Gunzenhausen. Ursprünglich befand sich hier die Brauerei Zum Weißen Adler. Das Gebäude mit der postalischen Adresse Marktplatz 5 ist unter der Denkmalnummer 5-77-177-262 als Baudenkmal in die Bayerische Denkmalliste eingetragen.

## Geschichte
Das Gebäude entstand im Kern im 16. Jahrhundert als Fachwerkbau mit anschließendem Fachwerkhinterhaus. Das zweigeschossige giebelständige Haus wurde in der zweiten Hälfte des 18. Jahrhunderts umgebaut und erhielt dabei seine massive Front mit Naturstein im Erdgeschoss und den Ecklisenen.
Auf dem Haus lag seit dem 16. Jahrhundert ein Braurecht. Ursprünglich wurde diese Brauerei Zum Weißen Adler genannt. Der älteste, namentlich bekannte Besitzer ist der 1589 genannte Bäcker  Hans Kantner aus Solnhofen. Der Zeitpunkt der Umbenennung in Zum Goldenen Adler ist nicht genau belegt, aber bereits 1801 ist der Name für den heutigen Betrieb belegt. Häufig wird die Brauerei und der Gasthof auch nur zum Adler genannt. Im Jahre 1881 kaufte Christian Carl Pflaumer (1827–1883), der Besitzer der Brauerei Zum goldenen Löwen, auch den „Goldenen Adler“ und führte ihn als Gaststätte und Hotel weiter. Bis heute befindet es sich im Familienbesitz.